# Plamik buraka

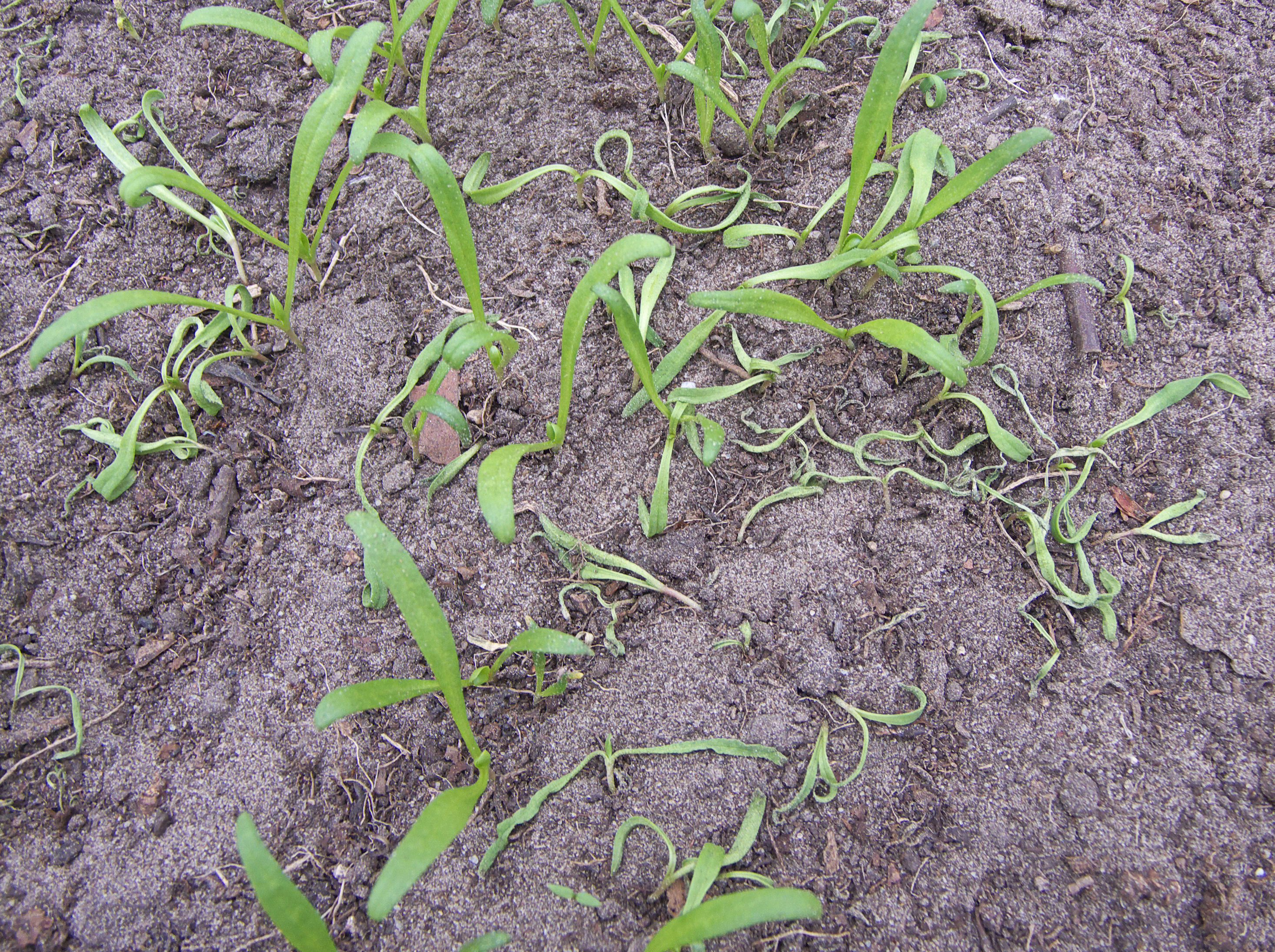
Objawy na młodych roślinach szpinaku

Plamik buraka – grzybowa choroba buraka wywołana przez gatunek Neocamarosporium betae.

## Występowanie i szkodliwość
Choroba występuje powszechnie. Najczęściej występuje na plantacjach nasiennych buraka i tutaj też powoduje największe straty. Nie tylko, że następuje obniżenie plonu, ale nasiona z porażonych plantacji są niedorodne i zakażone. Po wysianiu następuje u nich zgorzel siewek. Na plantacjach korzeniowych choroba powoduje niewielkie tylko obniżenie plonu.

## Objawy
Na starszych liściach buraka, a także na łodygach, kwiatostanach i nasionach pojawiają się jasnobrunatne, owalne lub okrągłe plamy o średnicy 0,5–2 cm. Czasami plamy takie powstają także na nadziemnych częściach korzeni. Na łodygach i korzeniach plamy mają często nieregularny kształt. Później w obrębie plam powstają koncentrycznie ułożone czarne pierścienie. W pierścieniach tych w tkankach rośliny tworzą się pyknidia.

## Epidemiologia
Patogen zimuje w resztkach pożniwnych, w nasionach i wysadkach. Źródłem infekcji pierwotnej są zarodniki konidialne, a czasami także askospory. W czasie sezonu wegetacyjnego na porażonych burakach wytwarzane są zarodniki konidialne dokonujące infekcji wtórnej. Rozprzestrzenianiu się choroby sprzyjają długotrwale okresy wilgotnej pogody i temperatura 15–30 °C.

## Ochrona
Zapobiega się chorobie lub ogranicza jej rozwój przez:
- przestrzeganie zaleceń dotyczących ochrony roślin przed zgorzelą siewek
- stosowanie kilkuletniego płodozmianu
- staranne przyorywanie resztek pożniwnych
- przy pogodzie sprzyjającej rozwojowi choroby zaleca się opryskiwanie plantacji nasiennych fungicydami imidazolowymi (prochloraz). Nie jest konieczne oddzielne opryskiwanie przeciwko plamikowi buraka, jeśli stosuje się chemiczne zwalczanie chwościka buraka. Większość fungicydów stosowanych do zwalczania tej choroby zwalcza również plamika buraka
- uprawianie buraka korzeniowego w odległości co najmniej 1 km od plantacji nasiennych zazwyczaj zapobiega przenoszeniu się choroby z plantacji nasiennej na korzeniową